# 黄花紫玉盘
黄花紫玉盘（学名：[Uvaria kurzii] 错误：{{Lang}}：文本有斜体标记（帮助））是番荔枝科紫玉盘属的植物。分布于印度以及中国大陆的广西、云南等地，生长于海拔400米至1,280米的地区，一般生于山地密林中，目前尚未由人工引种栽培。

## 异名
- Uvaria hamiltonii sensu C. Y. Wu et W. T. Wang non Hook. f. et Thoms.